# Южный военный округ (Россия)
Южный вое́нный о́круг (ЮВО) — военно-административная единица Вооружённых Сил Российской Федерации на юго-западе страны, предназначенная для обороны юга Европейской части России. Штаб округа дислоцируется в Ростове-на-Дону.
Образован указом Президента Российской Федерации № 1144 от 20 сентября 2010 года.

## История

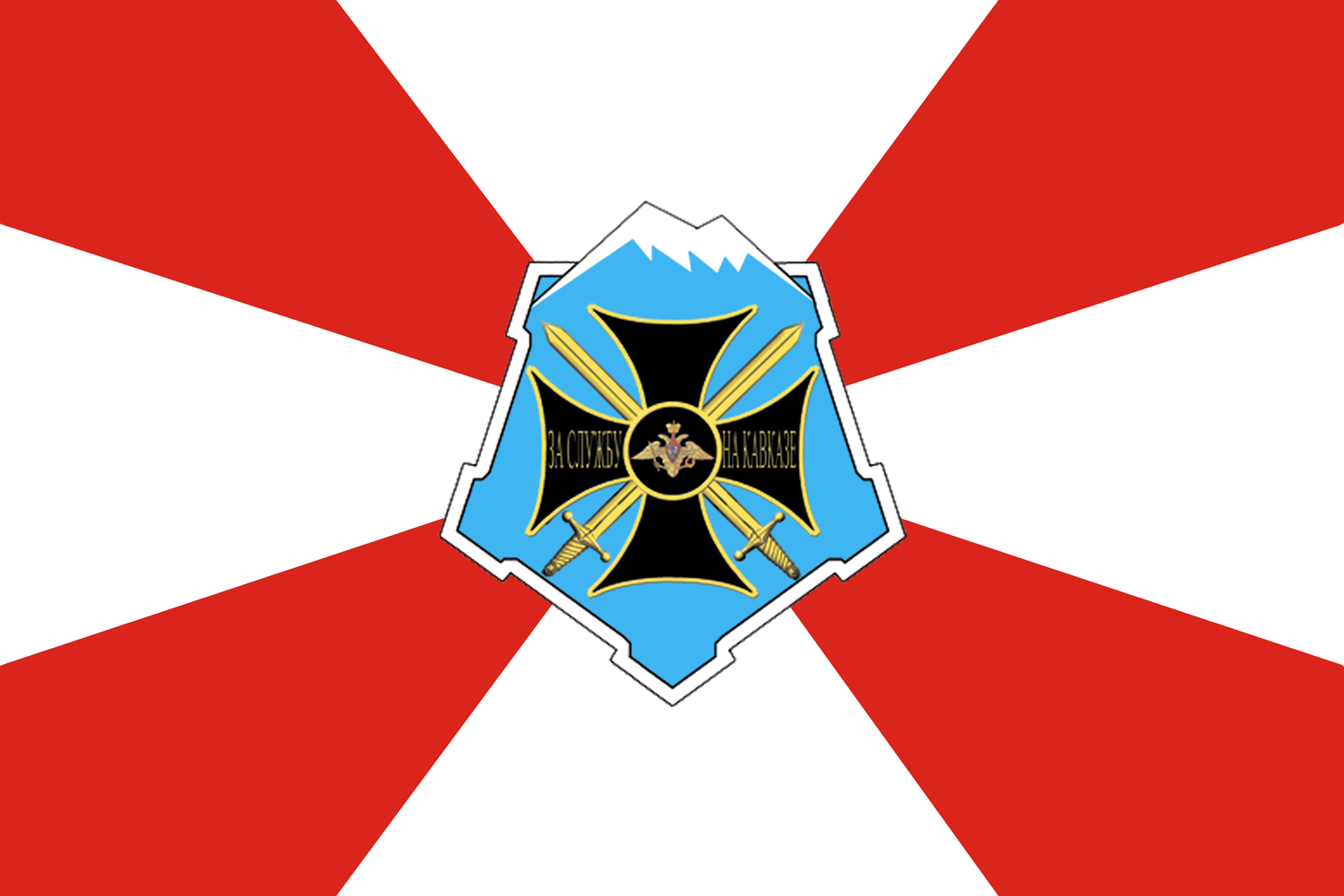
Флаг Южного военного округа
-  Южный военный округ

Южный военный округ (ЮВО) образован 4 октября 2010 года в ходе военной реформы 2008—2010 годов на базе Северо-Кавказского военного округа (СКВО). В него также вошли Краснознамённый Черноморский флот, Краснознамённая Каспийская флотилия и 4-е Краснознамённое командование ВВС и ПВО.
Войска и силы Южного военного округа дислоцируются в административных границах двух федеральных округов (Южного и Северо-Кавказского) на территории следующих субъектов РФ: Республика Адыгея, Республика Дагестан, Республика Ингушетия, Кабардино-Балкарская Республика, Республика Калмыкия, Карачаево-Черкесская Республика, Республика Крым (Аннексия Крыма Российской Федерацией), Республика Северная Осетия — Алания, Чеченская Республика, Краснодарский, Ставропольский края, Астраханская, Волгоградская и Ростовская области, город Севастополь (Аннексия Крыма Российской Федерацией). С 1 марта 2024 состав округа также включили аннексированные оккупированные территории Украины: Донецкая Народная Республика, Луганская Народная Республика, Запорожская область и Херсонская область.
Кроме того, в соответствии с международными договорами за пределами России располагаются три военные базы округа: в Южной Осетии, Абхазии (сформированы 1 февраля 2009 года) и Армении.
Командующему войсками ЮВО подчинены все дислоцированные на территории округа воинские формирования видов и родов войск, за исключением Ракетных войск стратегического назначения, ВДВ, других частей центрального подчинения. Кроме того, в его оперативном подчинении находятся воинские формирования Федеральной службы войск национальной гвардии Российской Федерации, Пограничной службы ФСБ России, а также части МЧС России и других министерств и ведомств России, выполняющие задачи на территории округа.

### Наращивание сил
В период с 2013 по 2016 год связи с наращиванием военного присутствия НАТО в Восточной Европе, вызванного российским участием в войне на востоке Украины, аннексией Крыма и деятельностью международных террористических группировок на Северном Кавказе, Южный военный округ значительно усилен. Было создано четыре новых дивизии и девять бригад, двадцать два полка, в том числе две ракетные бригады, оснащённые комплексами «Искандер-М». В 2016 году начато формирование 150-й мотострелковой Идрицко-Берлинской ордена Кутузова дивизии со штабом в Новочеркасске.
1 сентября 2021 года был завершён первый этап формирования 38-тысячного Боевого армейского резервного состава (БАРС), который позволяет в случае начала большой войны, в дополнение к трём общевойсковым армиям (8-й, 49-й и 58-й) Южного военного округа в течение считанных дней из обученных и мотивированных резервистов, подписавших специальный контракт, сформировать дополнительные воинские формирования.
22 февраля 2018 года в Национальном центре управления обороной Российской Федерации Южному военному округу вручено знамя как символ чести, доблести и ратной славы.
В конце 2023 года Черноморский флот и Каспийская флотилия вышли из подчинения командованию округа.

### Война с Украиной
ЮВО принимает участие в войне с Украиной. В июле 2023 года в результате удара по запасному командному пункту 58-й армии в Бердянске в ходе украинского контрнаступления погиб зам. командующего Южным военным округом генерал-лейтенант Олег Цоков.

## Состав, организация и численность войск Южного военного округа

### Сухопутные войска / Воздушно-десантные войска / ГУ ГШ
- Соединения и части окружного подчинения: 
  - 102-я ордена Александра Невского военная база (г. Гюмри (Армения))
  - 7-я гвардейская десантно-штурмовая Краснознамённая, орденов Александра Невского, Суворова и Кутузова дивизия (горная) (г. Новороссийск).
  - 10-я отдельная гвардейская ордена Жукова бригада специального назначения (н. п. Молькин, г. Горячий Ключ)
  - 22-я отдельная гвардейская ордена Жукова бригада специального назначения (п. Степной)
  - 346-я отдельная гвардейская ордена Жукова бригада специального назначения (г. Прохладный)
  - 25-й отдельный гвардейский полк специального назначения (г. Ставрополь)
  - 154-я отдельная радиотехническая ордена Жукова бригада особого назначения, в/ч 13204 (г. Изобильный)
  - 40-я гвардейская ракетная Одесская Краснознамённая бригада (Астраханская область)
  - 77-я гвардейская зенитная ракетная бригада (г. Кореновск)
  - 52-я гвардейская артиллерийская бригада (г. Новороссийск)
  - 439-я гвардейская реактивная артиллерийская Перекопская ордена Кутузова бригада (г. Знаменск)
  - 11-я отдельная гвардейская инженерная Кингисеппская Краснознамённая, орденов Суворова и Александра Невского бригада (г. Каменск-Шахтинский)
  - 175-я гвардейская Лунинецко-Пинская ордена Александра Невского и дважды ордена Красной Звезды бригада управления (г. Аксай, Ростовская обл.)
  - 176-я бригада связи (территориальная) (п. Рассвет, Ростовская область)
  - 19-я отдельная бригада радиоэлектронной борьбы (п. Рассвет)
  - 28-я отдельная ордена Жукова бригада радиационной, химической и биологической защиты (г. Камышин)
  - 78-я отдельная бригада материально-технического обеспечения (г. Будённовск, Ставропольский край)
  - 99-я отдельная бригада материально-технического обеспечения (г. Майкоп, Адыгея)
  - 37-я отдельная железнодорожная бригада (г. Волгоград)
  - 39-я отдельная железнодорожная ордена Жукова бригада (г. Тимашёвск)
  - 10-й отдельный ремонтно-эвакуационный полк, в/ч 25356 (г. Славянск-на-Кубани)
  - 333-й отдельный понтонно-мостовой железнодорожный батальон (г. Волгоград)
  - Центр геопространственной информации и навигации[10]
  - Центр горной подготовки и выживания «Терскол» (Кабардино-Балкарская Республика)
  - 54-й центр подготовки разведывательных подразделений (г. Владикавказ)
  - 415-й учебный центр (подготовки младших специалистов) (хут. Молькин, г. Горячий Ключ)[11]
  - 27-й учебный центр железнодорожных войск (Волгоград)
- 3-я гвардейская общевойсковая Луганско-Северодонецкая армия (Луганск)
- 8-я гвардейская общевойсковая армия (г. Новочеркасск)[12]
  - 20-я гвардейская мотострелковая Прикарпатско-Берлинская Краснознамённая, ордена Суворова дивизия (г. Волгоград, г. Камышин)
  - 150-я гвардейская мотострелковая Идрицко-Берлинская ордена Кутузова дивизия (г. Новочеркасск)
  - 238-я гвардейская артиллерийская бригада (Кореновск)
  - 47-я ракетная бригада (ст. Дядьковская)
  - 78-я гвардейская зенитная ракетная бригада (Ростовская область)[13][14]
  - 133-я бригада управления (Новочеркасск);
  - 33-й гвардейский орденов Красной Звезды, Александра Невского, Кутузова III степени[15] инженерно-сапёрный полк (г. Волгоград)[16]
  - 39-й полк радиационной, химической и биологической защиты (п. Октябрьский)
- 18-я общевойсковая армия[17] (г. Симферополь)
  - 47-я мотострелковая дивизия[18]
  - 70-я мотострелковая дивизия[19]
  - 144-я отдельная мотострелковая бригада[20]
  - 126-я отдельная гвардейская Горловская Краснознамённая, ордена Суворова бригада береговой обороны (в/ч 12676, с. Перевальное, Республика Крым)[21]
  - 127-я отдельная разведывательная бригада (в/ч 67606, г. Севастополь)[22]
  - 74-я артиллерийская бригада (в/ч 11742, с. Перевальное, Республика Крым)
  - 8-й гвардейский артиллерийский полк (в/ч 87714, с. Перевальное, Республика Крым)[23]
  - 1096-й отдельный зенитный ракетный полк (г. Севастополь)[24] («Оса»)
  - 4-й отдельный полк радиационной, химической и биологической защиты, в/ч 86862 (г. Севастополь)[22]
- 49-я общевойсковая армия (г. Ставрополь)
  - 205-я отдельная гвардейская мотострелковая казачья бригада (г. Будённовск)
  - 34-я отдельная гвардейская мотострелковая бригада (горная) (ст. Сторожевая)
  - 7-я военная Краснодарская Краснознамённая, орденов Жукова, Кутузова и Красной Звезды база (г. Гудаута (Республика Абхазия))
  - 227-я гвардейская артиллерийская бригада (г. Майкоп)
  - 1-я гвардейская ракетная Оршанская орденов Суворова, Кутузова и Жукова бригада (г. Горячий Ключ)
  - 90-я зенитная ракетная ордена Суворова бригада (пгт Афипский)
  - 66-я Одесская Краснознамённая, ордена Александра Невского бригада управления (г. Ставрополь)
  - 32-й гвардейский инженерно-сапёрный полк (пгт Афипский)
  - 17-й полк радиационной, химической и биологической защиты (Краснодарский край)
  - 217-й отдельный радиобатальон ОсНаз (г. Ставрополь)
  - 689-й командно-разведывательный центр, в/ч 87528 (г. Ставрополь);
  - 19-я отдельная рота спецназа (г. Ставрополь)
  - 228-й командный пункт ПВО (г. Ставрополь);
  - 107-я топографическая часть, в/ч 35182-Т (г. Ставрополь).
- 51-я гвардейская общевойсковая Донецкая армия (Донецк)
- 58-я гвардейская общевойсковая армия (г. Владикавказ)
  - 19-я мотострелковая Воронежско-Шумлинская Краснознамённая, орденов Суворова и Трудового Красного Знамени дивизия (г. Владикавказ)
  - 42-я гвардейская мотострелковая Евпаторийская Краснознамённая дивизия (мкр Ханкала)
  - 136-я отдельная гвардейская мотострелковая Уманско-Берлинская Краснознамённая, орденов Суворова, Кутузова и Богдана Хмельницкого бригада (г. Буйнакск)
  - 4-я гвардейская военная Вапнярско-Берлинская Краснознамённая, орденов Суворова и Кутузова база (г. Цхинвал (Южная Осетия))
  - 12-я гвардейская ракетная бригада (г. Моздок)
  - 291-я гвардейская артиллерийская бригада (ст. Троицкая)
  - 67-я зенитная ракетная бригада (п. Спутник, г. Владикавказ)
  - 100-я отдельная разведывательная бригада (г. Моздок-7)
  - 34-я бригада управления (г. Владикавказ)
  - 40-й полк радиационной, химической и биологической защиты (ст. Троицкая)
  - 31-й инженерно-сапёрный полк (г. Прохладный)
  - 14-й отдельный батальон радиоэлектронной борьбы (г. Владикавказ)
  - 74-й отдельный радиотехнический полк особого назначения, в/ч 68889 (г. Владикавказ);
  - 1020-й командный разведывательный центр, в/ч 30656 (г. Владикавказ);
  - 1138-й командный пункт ПВО (г. Владикавказ);
  - Н-я топографическая часть (г. Владикавказ)

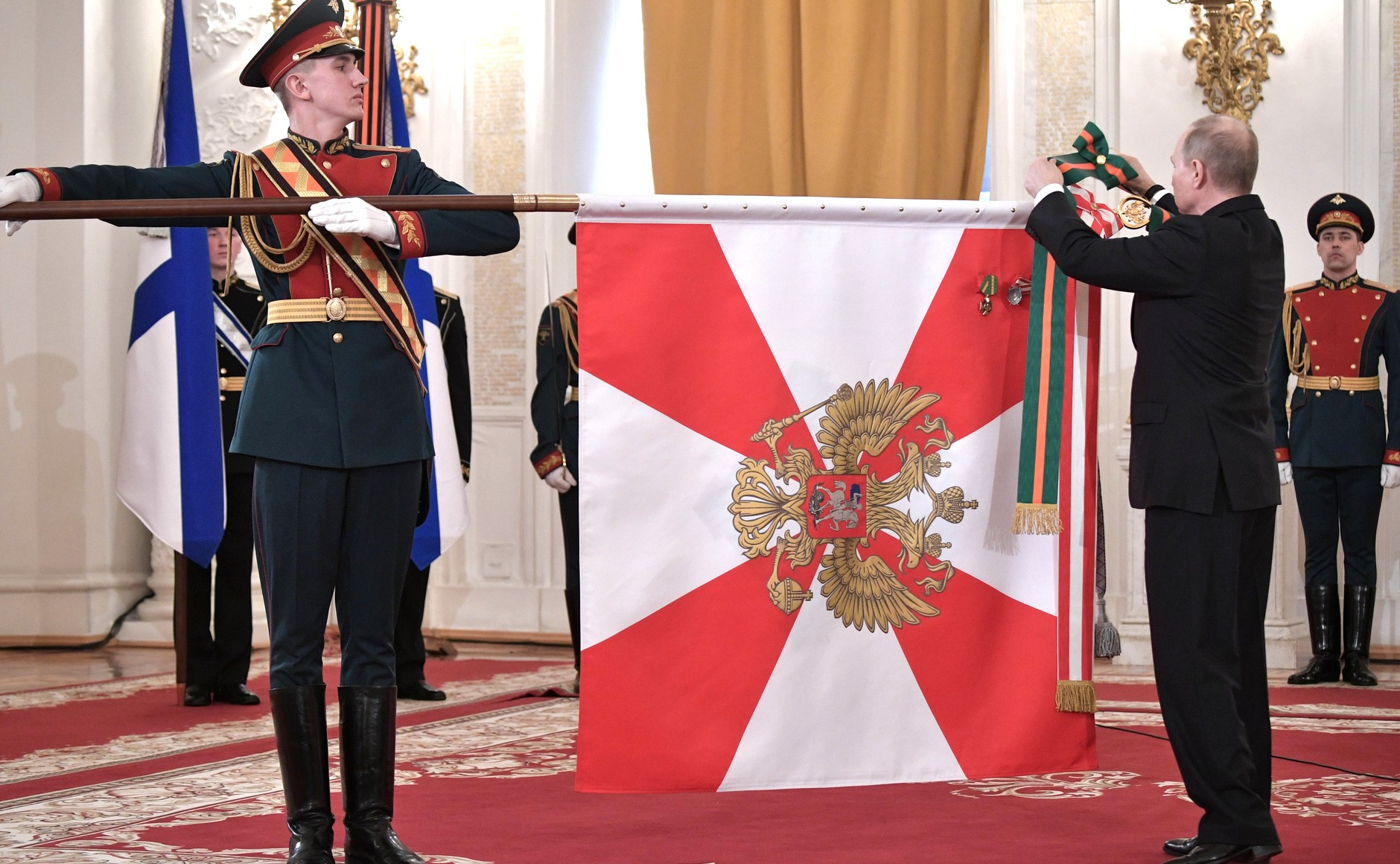
Церемония награждения ЮВО орденом Суворова, 23 февраля 2018 года

### Воздушно-космические силы
- 4-я гвардейская Краснознамённая армия ВВС и ПВО
  - 214-й центр управления, в/ч 65246 (г. Новочеркасск);
  - 1-я гвардейская смешанная Барановичская Краснознамённая, ордена Суворова авиационная дивизия (г. Крымск);
  - 4-я смешанная авиационная дивизия (аэродром Мариновка);
  - 27-я смешанная авиационная дивизия (г. Севастополь);
  - 31-я дивизия ПВО (г. Севастополь);
  - 51-я дивизия ПВО, в/ч 42352 (г. Новочеркасск);
  - 55-й отдельный гвардейский вертолётный Севастопольский ордена Кутузова полк, в/ч 35666 (аэродром Кореновск);
  - 487-й отдельный вертолётный полк, в/ч 44936 (аэродром Будённовск);
  - 16-я гвардейская бригада армейской авиации, в/ч 12628 (аэродром Зерноград);
  - 3661-я авиационная база, в/ч 62467 (аэродром Моздок);
  - 3624-я авиационная база, в/ч 63530 (аэродром Эребуни);
  - части обеспечения.

## Командование Южного военного округа

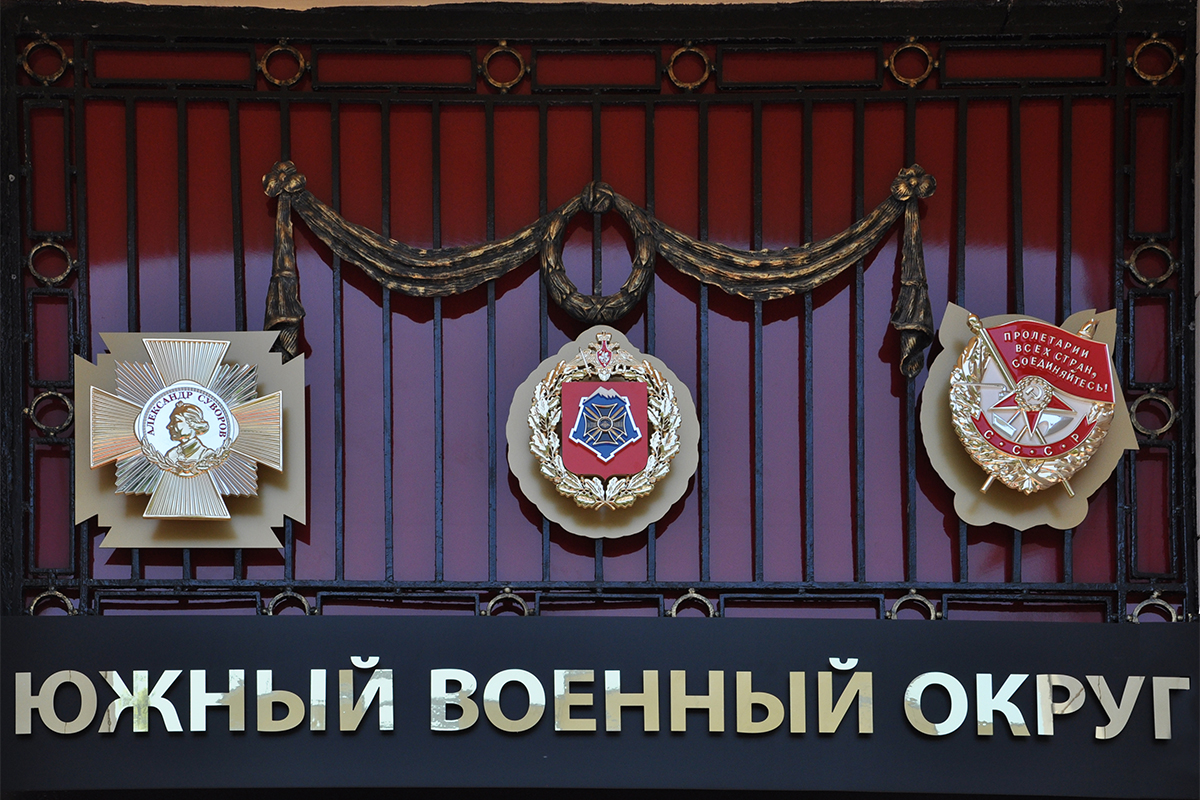

### Командующие
- Александр Галкин (10 декабря 2010 — июнь 2016)[25].
- Александр Дворников (20 сентября 2016 — 23 января 2023)
- Сергей Кузовлев (23 января 2023 — май 2024)
- Геннадий Анашкин (май — ноябрь 2024)
- Александр Санчик (с ноября 2024)[26]

### Начальники штаба — первые заместители командующего войсками
- генерал-майор Николай Переслегин (апрель 2010 — октября 2013).
- генерал-лейтенант Андрей Сердюков (октября 2013 — декабрь 2015).
- генерал-лейтенант Александр Журавлёв (декабрь 2015 — март 2017).
- генерал-лейтенант Михаил Теплинский (март 2017 — февраль 2019).
- генерал-полковник Сергей Кузовлев (февраль 2019 — декабрь 2022).

### Заместители командующего войсками Южного военного округа
- генерал-лейтенант Андрей Сердюков (февраль 2013 — октябрь 2013)
- генерал-майор Виктор Астапов (декабрь 2013 — июнь 2014)
- генерал-лейтенант Андрей Гурулёв (август 2016 — январь 2019)[27].
- генерал-лейтенант Александр Романчук (2017—2018). С февраля 2023 года — генерал-полковник.
- генерал-лейтенант Рустам Мурадов (декабрь 2018 — октябрь 2022). С февраля 2023 года — генерал-полковник[28].
- генерал-лейтенант Алексей Авдеев (январь 2019 — 2023 ?)[29]
- генерал-лейтенант Кочетков, Владимир Анатольевич (с 2023)[30].

### Командующие Российским миротворческим контингентом в Нагорном Карабахе
- генерал-полковник Рустам Мурадов (11 ноября 2020 — 9 сентября 2021)[31]
- генерал-майор Михаил Кособоков (9 сентября 2021 — 25 сентября 2021)[32]
- генерал-полковник Геннадий Анашкин (25 сентября 2021 — 11 января 2022)[33]
- генерал-майор Андрей Волков (11 января 2022 — 25 апреля 2023)[34]
- генерал-полковник Александр Ленцов (25 апреля 2023 — 3 сентября 2023)
- генерал-майор Кирилл Кулаков (3 сентября 2023 — 12 июня 2024)

## Награды
- Орден Красного Знамени
- Орден Суворова (2018)
- Орден Жукова (2023)